# Vincenzo II Gonzaga
Vincenzo II Gonzaga, född 1594, död 1627, var en monark (hertig) av Mantua från 1626 till 1627. 